# Chrome Web Store
Chrome Web Store (CWS) је Гуглова веб продавница за њихов веб прегледач. Од 2019. године, садржи преко 190.000 проширења и веб-апликација.

## Историја
CWS је јавно представљен у децембру 2010, и отворен је 11. фебруара 2011, издањем Google Chrome 9.0. Годину дана касније редизајниран је тако да "катализује велико повећање промета, преко преузимања, корисника и укупног броја апликација". Од јуна 2012. године било је 750 милиона укупних инсталација садржаја који се тамо налазе.
Неки програмери за проширења су своја проширења продали трећим странама које су затим уградиле оглашавачки софтвер. У 2014. години Гугл је уклонио два таква проширења из продавнице након што су се многи корисници жалили на непожељене искачуће огласе. Следеће године Гугл је признао да је око пет процената посета сопственим веб локацијама измењено додацима оглашавачког софтвера.

## Злонамерни софтвер
Злонамерни софтвер и даље остаје проблем на CWS-у.
У јануару 2018. сигурносни истраживачи пронашли су четири злонамерна проширења са више од 500 000 комбинованих преузимања.
Chrome је коришћен како би омогућио да се проширења која се налазе на CWS-у такође инсталирају на веб локацији програмера ради практичности. Али ово је постало вектор злонамерног софтвера, па је уклоњен 2018. године.